# Les Préludes
L'œuvre musicale Les Préludes, S.97, est le troisième poème symphonique du compositeur hongrois Franz Liszt. Composé entre 1845 et 1853, créé le 23 février 1854 au théâtre de la Cour de Weimar sous la direction du compositeur, c'est le plus populaire des treize poèmes symphoniques de Liszt. La partition est dédiée à sa compagne Carolyne de Sayn-Wittgenstein.

## Genèse
Au départ, Liszt voulait faire de cet ouvrage, d'une durée approximative de 15 minutes, une introduction à une composition chorale d'après les poèmes « Les Astres » et « La Terre » de Joseph Autran de 1845. Il abandonne l’idée et la transforme en une pièce symphonique autonome, typique de la musique à programme. Elle serait ainsi partiellement fondée, selon un certain nombre d'analystes, sur Les Préludes, ode extraite des Nouvelles Méditations poétiques d’Alphonse de Lamartine.

## Structure
Les sections de la partition correspondent aux divisions du poème :
1. Ouverture : l'homme, créature mortelle ;
2. Bonheur en amour ;
3. Tourments de la vie ;
4. Retour à la nature ;
5. Combat pour la liberté.

## Discographie
Il existe notamment des interprétations sous la direction de Bernstein, Haitink, Karajan ou de Masur.

## Utilisation dans d'autres œuvres
Elle est utilisée dans le film d'animation Le Roi Neptune, réalisé en 1932 par Burton Gillett.

## Utilisation dans l’Histoire
Cette musique de Liszt fut souvent utilisée à des fins politiques ou propagandistes. Par exemple, les thèmes de fanfare furent exploités par les nazis comme générique des communiqués spéciaux des fronts, durant la Seconde Guerre mondiale.